# Macropsobrycon uruguayanae
Macropsobrycon uruguayanae är en fiskart som beskrevs av Eigenmann, 1915. Macropsobrycon uruguayanae ingår i släktet Macropsobrycon och familjen Characidae. Inga underarter finns listade i Catalogue of Life.